# Grob TPX Cobra
Le Grob TPX Cobra est un avion d'entraînement militaire développé par H3 Grob Aircraft.

## Histoire
Le Grob TPX Cobra est développé en secret dans les années 2010 en Allemagne par H3 Grob Aircraft. Il vole pour la première fois en mai 2019. Le prototype a accumulé 250 heures de vol en juin 2024. L'avion pourrait concurrencer les Diamond DART-450 et Pilatus PC-7.
L'avion doit être assemblé en France sur le site de l'Aérodrome de Jonzac - Neulles dans la Charente-Maritime  par H3 Grob Aircraft France (anciennement GAF Aerospace). Un bâtiment de 2 500 m2 a été construit en 2023.
En France, le Grob TPX Cobra pourrait participer au renouvellement des avions de formation des équipages d'aéronefs à voilure fixe de l'armée de l'air et de la Marine, et remplacer le Grob G 120A, dans le cadre du programme MENTOR 2. Le marché MENTOR 2 a été remporté par Babcock France avec le Pilatus PC-7 MKX en janvier 2025 et aucune information n'a été donné sur les concurrents.
Une future version nommée TPMX pourrait être développée pour des missions telles que le renseignement, la surveillance et la reconnaissance.

## Caractéristiques
Le Grob TPX Cobra est un avion biplace côte-à-côte en matériaux composites. Il est motorisé par le turbopropulseur Pratt & Whitney Canada PT6A-25C de 750 ch et muni d'une hélice MT-Propeller MTV-37 à 7 pales d'un diamètre de 2,1 m. Il est équipé de l'avionique Genesys Aerosystems Oasis et de sièges éjectables Martin-Baker Mk10L.
L'avion atteint les 462 km/h. La distance de décollage est de 449 m et la distance d'atterrissage de 295 m.